# Fritz Apelt

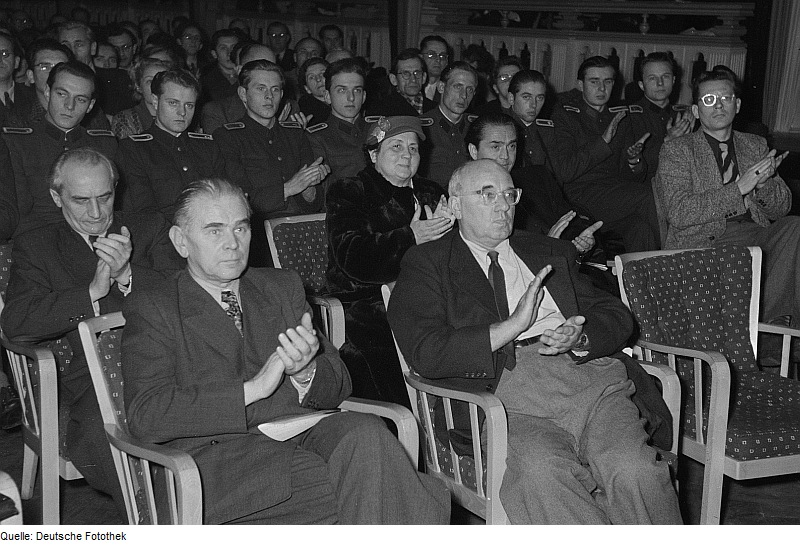
Fritz Apelt (links) neben Johannes R. Becher (1953)

Karl Wilhelm Fritz Apelt (* 4. Februar 1893 in Tiefenfurth, Landkreis Görlitz; † 28. Januar 1972 in Ost-Berlin) war ein deutscher Widerstandskämpfer gegen den Nationalsozialismus und Politiker der Sozialistischen Einheitspartei Deutschlands (SED) in der Deutschen Demokratischen Republik (DDR). Er war Chefredakteur des FDGB-Zentralorgans Tribüne und von 1954 bis 1956 Staatssekretär und stellvertretender Minister für Kultur der DDR.

## Leben
Der Sohn des Bergmanns und Landbriefträgers Karl Ernst Apelt und der Fabrikarbeiterin Auguste Emilie Apelt, geborene Wilhelm besuchte die Volksschule. Von 1907 bis 1910 machte er eine Lehre als Schlosser. Von 1910 bis 1914 und von 1918 bis 1923 arbeitete er in diesem Beruf. Von 1911 bis 1923 war Apelt Mitglied im Deutschen Metallarbeiterverband (DMV) und seit Oktober 1912 Mitglied der SPD. 1912/13 besuchte Apelt eine Arbeiterbildungsschule. Von 1915 bis 1918 kämpfte er im Ersten Weltkrieg und war im November 1918 Mitglied eines Arbeiter- und Soldatenrats in Liegnitz und Angehöriger der Volksmarinedivision. Im Dezember 1918 trat Apelt zur USPD über und war bis 1921 DMV-Vertrauensmann und Betriebsrat bei der AEG in Berlin.
1920 wurde Apelt KPD-Mitglied. Wegen Anführung eines wilden Streiks in der AEG-Turbinenfabrik in Berlin-Moabit wurde Apelt 1923 aus dem DMV ausgeschlossen. Im Juni 1923 wurde er Redakteur für Gewerkschaftsfragen bei der KPD-Zeitung Die Rote Fahne. 1923 war Apelt Mitglied der Leitung des KPD-Unterbezirks Berlin-Moabit. 1924 wurde er verhaftet und am 7. November vom Reichsgericht zu einem Jahr Festungshaft verurteilt, die er in der Festung Gollnow absaß. Nach seiner Entlassung im August 1925 wurde Apelt Redakteur des Pressedienstes der KPD und danach in der Gewerkschaftsabteilung des Zentralkomitees der KPD verantwortlicher Redakteur der Zeitung Der Arbeiterrat und Mitarbeiter der Abteilung für Betriebsräte.
Im Januar 1927 wurde Apelt als Vertreter der Revolutionären Gewerkschaftsopposition Mitglied des Exekutivkomitees der Roten Gewerkschaftsinternationale in Moskau und stellvertretender Leiter der Organisationsabteilung und war ab 1928 Leiter für Jugendfragen. In diesen Funktionen reiste Apelt in die Niederlande, nach Österreich, Finnland und in die Tschechoslowakei. Im Oktober 1929 kehrte Apelt nach Deutschland zurück, arbeitete kurzzeitig wieder beim Pressedienst der KPD in Berlin und war dann bis Ende 1932 Chefredakteur des Thüringer Volksblattes in Erfurt und Mitglied der KPD-Bezirksleitung Thüringen. Von November 1932 bis Januar 1933 war Apelt Chefredakteur der Badischen Arbeiterstimme in Mannheim und bis August 1933 Mitglied der illegalen KPD-Bezirksleitung Baden-Pfalz. Im August 1933 verhaftet, war er bis Mai 1934 in den Konzentrationslagern Heuberg und Kislau inhaftiert. Nach seiner Freilassung nahm er die illegale Parteiarbeit wieder auf und war von Juli 1934 bis März 1935 politischer Oberberater der KPD für den Bezirk Mittelrhein und Nordrhein-Westfalen.
Im März 1935 ging Apelt in die Emigration nach Amsterdam, dann Paris und Ende April 1935 über Schweden und Finnland in die Sowjetunion. Apelt war bis 1939 Pressekorrespondent für deutschsprachige Zeitungen in der Abteilung Agitation des Exekutivkomitees der Kommunistischen Internationale und Mitarbeiter der Redaktion des allgemeinen Komintern-Bulletins. Im September 1941 war Apelt Sprecher und Redaktionssekretär beim Deutschen Volkssender und des Senders des Nationalkomitees Freies Deutschland. In diesen Funktionen erhielt Apelt am 31. Oktober 1942 wegen „mangelnder Parteiwachsamkeit“ von der Moskauer KPD-Führung eine „strenge Rüge mit ernster Verwarnung“. Von Februar bis August 1944 arbeitete Apelt in einer Arbeitskommission zur Ausarbeitung des Nachkriegsprogramms der KPD mit.
Am 15. Juni 1945 kehrte Apelt nach Deutschland zurück und wurde Mitglied des Vorbereitenden Gewerkschaftsausschusses für Sachsen und zweiter Vorsitzender des Landesausschusses des Freien Deutschen Gewerkschaftsbundes (FDGB). Im September/Oktober 1945 wurde Apelt Chefredakteur der Zeitung Die Freie Gewerkschaft, ab 1947 der Tribüne und blieb dies bis 1951. 1946 wurde Apelt Mitglied der SED.  Von 1947 bis 1953 war er als Nachfolger von Paul Ufermann Vorsitzender des Verbandes der deutschen Presse. Von 1947 bis 1955 war Apelt Mitglied des Bundesvorstandes bis 1950 des Geschäftsführenden Ausschusses des FDGB. 1947/48 war er Leiter der Hauptabteilung Presse und Rundfunk und von September 1949 bis Oktober 1950 Leiter der Abteilung Internationale Verbindungen beim Bundesvorstand des FDGB. Außerdem war er zweiter Vorsitzender der IG Kunst und Schrifttum und Mitglied des Rats der Internationalen Organisation der Journalisten. Von August 1951 bis Januar 1954 war Apelt Leiter des Amts für Literatur und Verlagswesen der DDR. Von 1951 bis 1953 absolvierte Apelt ein Fernstudium an der Parteihochschule Karl Marx in Kleinmachnow. 
Im Januar 1954 wurde Apelt Staatssekretär und erster Stellvertreter des Ministers für Kultur und trat 1956 aus gesundheitlichen Gründen in den Ruhestand. Von 1956 bis 1967 war Apelt Mitglied des Zentralen Arbeitskreises verdienter Gewerkschaftsveteranen und Vorsitzender der Kommission zur Erforschung der Geschichte der deutschen Gewerkschaftsbewegung.
Fritz Apelt heiratete am 30. März 1918 die Arbeiterin Berta Luise Müller (geb. 30. Mai 1885 in Groß Nuhr). Das Paar wohnte in Berlin im Haus Alt-Moabit 114. Am 30. Mai 1918 wurde ein Sohn tot geboren. Der gemeinsame Sohn Ernst Apelt kam am 10. Juli 1922 zur Welt. Am 24. November 1926 starb Berta Apelt 41-jährig nach einem Autounfall im Krankenhaus Moabit. Apelt heiratete Marie Gratewohl (geb. 10. April 1907 in Smolensk). Am 2. März 1928 wurde der gemeinsame Sohn Helmut Apelt geboren. Marie Apelt starb am 22. Juni 1949 an einem Herzfehler in der Charité in Berlin. Im November 1952 heiratete Apelt Friedel Malter.

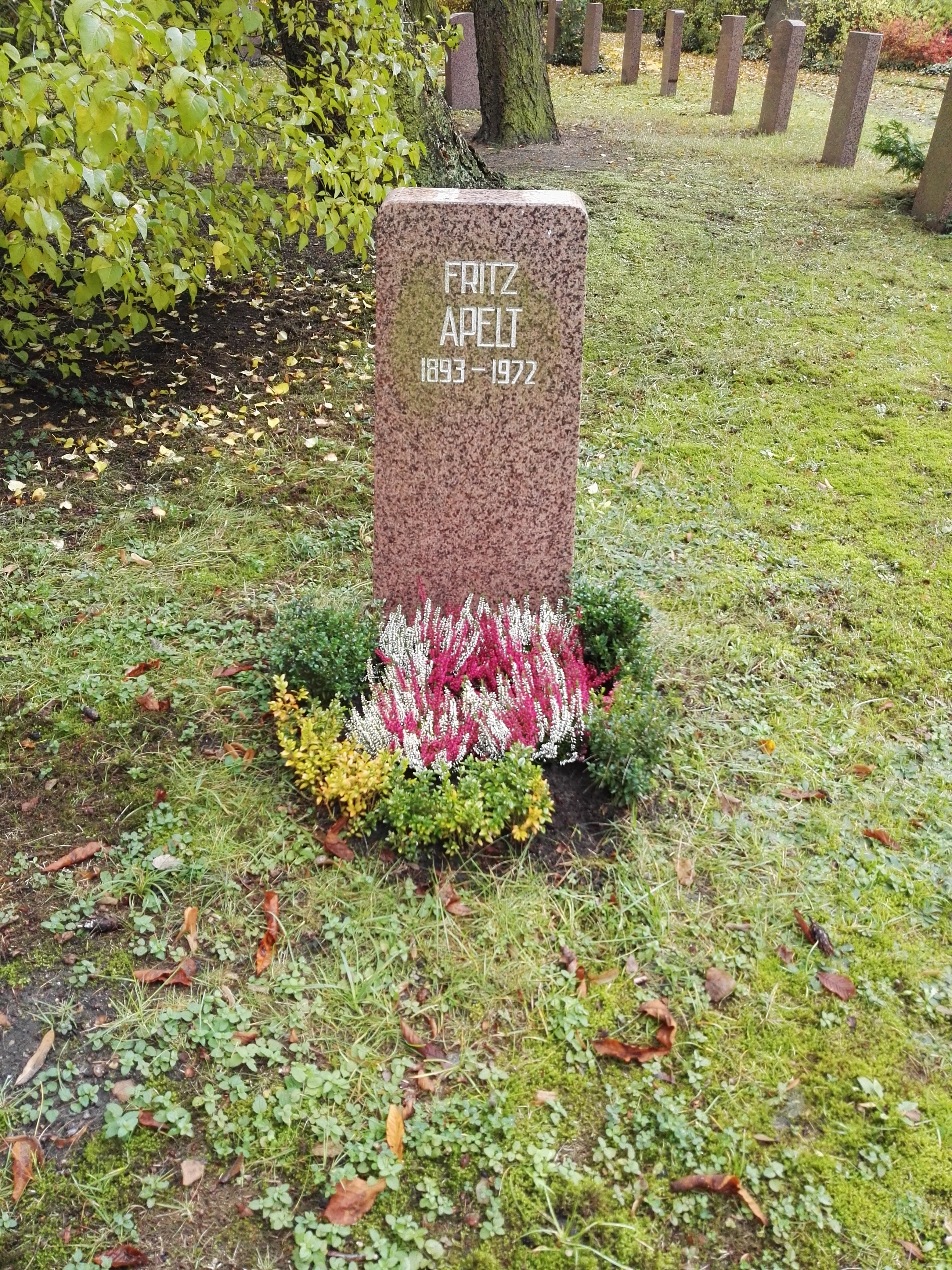
Grabstätte

Seine Urne wurde in der Grabanlage Pergolenweg des Berliner Zentralfriedhofs Friedrichsfelde beigesetzt.

## Auszeichnungen
- 1955 Vaterländischer Verdienstorden in Bronze
- 1963 Vaterländischer Verdienstorden in Silber
- 1965 Orden Banner der Arbeit
- 1968 Vaterländischer Verdienstorden in Gold
- 1970 Ehrenspange zum Vaterländischen Verdienstorden in Gold

## Werke
- Der Weltgewerkschaftsbund und die deutschen Gewerkschaften. Berlin 1947.
- Die Gewerkschaften in der Sowjetunion. Berlin 1949.
- Stalin und die Gewerkschaften. Berlin 1949.